# Paradonea variegata
Paradonea variegata is een spinnensoort uit de familie van de fluweelspinnen (Eresidae).
De wetenschappelijke naam van de soort werd in 1904 als Adonea variegata gepubliceerd door William Frederick Purcell.